# Bärnbach
Bärnbach è un comune austriaco di 5 697 abitanti nel distretto di Voitsberg, in Stiria; ha lo status di città (Stadt). Il 1º gennaio 2015 ha inglobato il comune soppresso di Piberegg.